# Go Sung-hee
Go Sung-hee (고성희?, Go Seong-huiLR, Ko SŏnghǔiMR; Missouri, 21 giugno 1990) è un'attrice sudcoreana.

## Filmografia

### Cinema
- Nappeunnom-i deo jaljada (나쁜놈이 더 잘잔다?), regia di Kwon Young-chul (2008)
- Bunno-ui yunnihak (분노의 윤리학?), regia di Park Myoung-rang (2013)
- Rollercoaster (롤러코스터?), regia di Ha Jung-woo (2013)
- Eojjeoda, gyeolhon (어쩌다, 결혼?), regia di Park Ho-chan e Park Soo-jin (2019)

### Televisione
- Miss Korea (미스코리아?) – serie TV (2013-2014)
- Yagyeongkkun ilji (야경꾼 일지?) – serie TV (2014)
- Spy (스파이?) – serie TV (2015)
- Areumda-un na-ui sinbu (아름다운 나의신부?) – serie TV (2015)
- Jiltu-ui hwasil (질투의 화신?) – serie TV (2016)
- Dangsin-i jamdeun sa-i-e (당신이 잠든 사이에?) – serie TV (2017)
- Mother (마더?) – serie TV (2018)
- Suits (슈츠?) – serie TV (2018)
- Miss Ma - Boksu-ui yeosin (미스 마 - 복수의 여신?) – serie TV (2018)
- My Holo Love (나 홀로 그대?, Na hollo geudaeLR) – serie TV (2020)

## Riconoscimenti
- 2014 – Korea Drama Awards
  - Nomination Miglior nuova attrice per Miss Korea

- 2014 – MBC Drama Awards
  - Miglior nuova attrice per Miss Korea e Yagyeongkkun ilji[3]

- 2017 – SBS Drama Awards
  - Nomination Premio all'eccellenza, attrice in un drama del mercoledì-giovedì per Dangsin-i jamdeul sa-i-e

- 2018 – APAN Star Awards
  - Nomination Miglior attrice di supporto per Mother[4]

- 2018 – The Seoul Awards
  - Nomination Miglior attrice di supporto (drama) per Mother e Suits[5]

- 2018 – KBS Drama Awards
  - Nomination Miglior attrice di supporto per Suits

- 2018 – SBS Drama Awards
  - Nomination Miglior attrice di supporto per Miss Ma – Boksu-ui yeosin